# Кофелай
Кофелай (др.-греч. Κοθήλας) — царь гетов, правивший в IV веке до н. э.

## Биография
Имя Кофелая упоминает в своем труде Сатир Перипатетик — в передаче Афинея. В 342 году до н. э. македонский царь Филипп II после совершённых завоеваний в Одрисском царстве направился с армией на север. По всей видимости, именно тогда македонский царь заключил альянс с Кофелаем, на дочери которого Меде он женился, получив богатое приданое. Тем самым, по замечанию Й. Уортингтона, Филипп смог обезопасить северные границы своих новых владений, так как мятежные фракийцы оказались лишёнными возможности получить подкрепление в случае возможных новых недружественных македонянам акций.
Исторические источники не содержат упоминаний о детях Меды и Филиппа. Но по предположению Шифмана И. Ш., внуком Кофелая мог быть Каран. По мнению Э. Кэрни, дочь Кофелая могла и в случае своей бездетности оставаться жить при македонском царском дворе, пусть и не оказывая самостоятельного политического влияния, так как Филипп продолжал быть заинтересованным в союзе с её отцом.
В 2012 году болгарским археологом Дианой Герговой была обнаружена гробница в селе Свештари. Возможно, она является местом захоронения Кофелая.